# Roza Salichowa
Roza Galamowna Salichowa (ros. Роза Галямовна Салихова; ur. 24 września 1944 w Niżnym Tagile) – radziecka siatkarka. Dwukrotna medalistka olimpijska.
W reprezentacji Związku Radzieckiego grała od roku 1966. Oprócz dwóch medali igrzysk olimpijskich – złota zarówno w 1968, jak i w 1972 – sięgnęła po złoto (1970) i srebro (1974) mistrzostw świata. Dwukrotnie zostawała mistrzynią Europy (1967, 1971). W rozgrywkach krajowych grała w zespole ze Swierdłowska, w 1968 została zawodniczką Dinamo. Z moskiewskim zespołem była mistrzynią ZSRR w latach 1970–1973, 1975, 1977. W 1969–1972, 1974, 1975, 1977 triumfowała w Pucharze Europy.